# U-17-Fußball-Europameisterschaft der Frauen 2008
Die erste U-17-Fußball-Europameisterschaft der Frauen wurde in der Zeit vom 20. bis 23. Mai 2008 in Nyon (Schweiz) ausgetragen. Spielort war das Centre sportif de Colovray. Spielberechtigt waren Spielerinnen, die am 1. Januar 1991 oder später geboren wurden. Alle vier Endrundenteilnehmer repräsentierten Europa bei der U-17-Weltmeisterschaft 2008 in Neuseeland.
Erster Europameister wurde Deutschland durch einen 3:0-Finalsieg über Frankreich. Torschützenkönigin wurde die Deutsche Dzsenifer Marozsán mit zwei Toren. Die deutsche Mannschaft gewann auch die Fairplay-Wertung.

## Kader
→ Siehe Hauptartikel: Kader der U-17-Fußball-Europameisterschaft der Frauen 2008

## Modus
Die vier Mannschaften ermitteln im K.-o.-System den Europameister. Die Sieger der Halbfinale erreichen das Endspiel und spielen den Europameister aus. Die Verlierer spielen um den dritten Platz. Ein Spiel dauert regulär zweimal 40 Minuten. Steht es nach Ende der regulären Spielzeit unentschieden so wird die Partie um zweimal zehn Minuten verlängert. Sollte immer noch keine Entscheidung gefallen sein, fällt die Entscheidung im Elfmeterschießen.

## Finalrunde

### Halbfinale
|              |   |            |                      |
| 20. Mai 2008 |   |            |                      |
| Deutschland  | – | Dänemark   | 1:0 (1:0)            |
| 20. Mai 2008 |   |            |                      |
| England      | – | Frankreich | 1:3 n. V. (1:1, 0:0) |

Das erste Halbfinale zwischen Deutschland und Dänemark entwickelte sich zu einer spannenden Partie mit vielen Chancen auf beiden Seiten. Die deutsche Mannschaft hatte dabei leichte Vorteile. In der 44. Minute spielte Dzsenifer Maroszan vom 1. FC Saarbrücken zwei dänische Verteidigerinnen aus und schob den Ball an der Torfrau Lene Gissel Rasmussen vorbei ins Netz. In der restlichen Spielzeit erhöhte Dänemark noch einmal den Druck, kam aber nur noch zu drei weiteren Chancen.
Die erste Halbzeit des zweiten Spiels endete torlos. In der 46. Minute brachte Stephanie Marsh die Engländerinnen in Führung. Pauline Crammer glich drei Minuten später per Elfmeter aus. Weitere Tore fielen nicht. In der Verlängerung brachte Marine Augis (94.) die Französinnen in Führung. Die Entscheidung fiel in der 99. Minute durch einen verwandelten Elfmeter von Marina Makanza.

### Spiel um Platz 3
|              |   |          |           |
| 23. Mai 2008 |   |          |           |
| England      | – | Dänemark | 1:4 (1:1) |

### Finale
|              |   |             |           |
| 23. Mai 2008 |   |             |           |
| Frankreich   | – | Deutschland | 0:3 (0:1) |

## Torschützinnen
Torschützenkönigin des Gesamtwettbewerbs wurde die Deutsche Alexandra Popp mit insgesamt 11 Toren aus Qualifikation und Endrunde.